# Subiectivitate
Subiectivitatea este un concept filozofic central aflat în relație cu conștiința, personalitatea, realitatea și adevărul, care a fost definit în mod diferit de surse. Trei definiții comune includ faptul că subiectivitatea este calitatea sau condiția a:
- Ceva care este un subiect, având înțelesul îngust al unui individ care este posesorul unor experiențe conștiente, cum ar fi perspective, sentimente, convingeri și dorințe.[1]
- Ceva care este un subiect, având înțelesul larg al unei entități care acționează deasupra sau are putere asupra unei alte entități (un obiect).[2]
- Unei informații, idei, situații sau a unui lucru fizic considerat(e) valabil(e) doar din perspectiva unui subiect sau a unor subiecte.[3]

Aceste definiții diferite ale subiectivității sunt unite, uneori, în domeniul filozofiei. Termenul este folosit cel mai frecvent ca o explicație pentru ceea ce influențează judecățile oamenilor cu privire la adevăr sau realitate; el este o colecție de percepții, experiențe, așteptări, judecăți culturale sau personale și credințele specifice ale unei persoane.
Subiectivitatea se află în contrast cu filozofia obiectivității, care este descrisă ca o viziune a adevărului sau a realității, care este liberă de prejudecățile, interpretările, sentimentele și imaginația unui individ.

## Concept filozofic
Dezvoltarea noțiunii de subiectivitate își are rădăcinile filozofice în gândirea lui Descartes și Kant, iar articularea ei în epoca modernă a depins de înțelegerea a ceea ce reprezintă un individ. Au existat diferite interpretări ale unor concepte precum sinele, sufletul, identitatea sau conștiința de sine care stau la baza noțiunii de subiectivitate.

## Concept sociologic
Subiectivitatea este un mod inerent social care provine din nenumărate interacțiuni în cadrul societății. Tot atât de mult cât este un proces de individualizare, subiectivitatea este în egală măsură un proces de socializare, individul nefiind niciodată izolat într-un mediu autonom, ci angajându-se în interacțiuni nesfârșite cu lumea înconjurătoare.
Cultura este ansamblul viu al subiectivității oricărei societăți aflate într-o continuă transformare. Subiectivitatea este atât modelată de ea, cât și modelatoare a ei, dar și a altor aspecte precum economia, instituțiile politice, comunitățile și lumea naturală.
Deși limitele societăților și culturilor lor sunt nedefinite și arbitrare, subiectivitatea inerentă fiecăreia este observabilă și poate fi recunoscută ca diferită de altele. Subiectivitatea este în parte o experiență particulară a realității, care include modul în care cineva privește și interacționează cu omenirea, obiectele, conștiința și natura, astfel încât diferența între diferite culturi aduce o experiență alternativă a existenței. Un efect comun al acestei disjuncții între subiectivități asupra unui individ este șocul cultural, în care subiectivitatea celeilalte culturi este considerată străină și, eventual, incomprehensibilă sau chiar ostilă.
Subiectivitatea politică este un concept nou apărut în domeniul științelor sociale și umaniste. Subiectivitatea politică este o referire la încorporarea profundă a subiectivității în sistemele de putere interconectate social. „Politicitatea”, scrie Sadeq Rahimi în Meaning, Madness and Political Subjectivity, „nu este un aspect suplimentar al subiectului, ci, într-adevăr, modul de a fi al subiectului, adică exact ceea ce subiectul este.”